# Kosi Thompson
Kosi Trevor David Thompson (ur. 27 stycznia 2003 w Toronto) – kanadyjski piłkarz występujący na pozycji prawego pomocnika lub prawego obrońcy, od 2024 roku zawodnik Toronto FC.